# ميخائيل لوكوود
ميخائيل لوكوود (بالإنجليزية: Michael Lockwood)‏ هو فيزيائي بريطاني، ولد في 1954.